# Andreas Likourinos
Andreas Likourinos (griechisch Ανδρέας Λυκουρίνος, * 1929 in Kallithea; † 5. September 1943 in Kesariani) war das jüngste bekannte hingerichtete Mitglied des griechischen Widerstands gegen die deutsche Besatzung.

## Leben
Andreas Likourinos leistete als 14-jähriger Schüler Kurierdienste zwischen verschiedenen Einheiten der linken Widerstandsbewegung EAM. Er wurde aufgrund einer Denunziation am 13. Mai 1943 in Kallithea verhaftet, als er einen Befehl aus einem anderen Sektor der griechischen Hauptstadt Athen überbrachte. Im Gestapo-Gefängnis in der Athener Merlinstraße wurde er gefoltert und dann ins Konzentrationslager Chaidari bei Athen verbracht.
Am 5. September wurde er mit sieben anderen Widerstandskämpfern nach Kesariani verbracht und ohne Prozess erschossen.
Von dem Lastwagen, der die acht Gefangenen durch Athen zur Hinrichtung transportierte, warf er eine schriftliche Mitteilung an seinen Vater, die von Passanten aufgehoben wurde:

„Papa!

Sie bringen mich nach Kesariani für die Hinrichtung, zusammen mit sieben anderen Verhafteten … [es folgen Namen und Vornamen]

Ich bitte Dich sehr, verständige ihre Familien. Betrübe Dich nicht. Ich sterbe für die Freiheit und das Vaterland.

Andreas“

## Künstlerische Rezeption
Der italienische Komponist Luigi Nono wählte für den Text seines 1956 geschriebenen Chorwerkes Il canto sospeso aus dem Sammelband Lettere di condannati a morte della Resistenza Europea zehn Abschiedsbriefe von Frauen, Männern und Jugendlichen – unter anderem auch den Brief von Andreas Likourinos.
Das Lesen des Abschiedsbriefs von Andreas Likourinos war Teil der Konzertaufführung von Luigi Nonos Komposition Il canto sospeso mit Claudio Abbado und den Berliner Philharmonikern in der Berliner Philharmonie im Dezember 1992.